# Wereldkampioenschap oriëntatielopen voor masters 2004
Het Masters Wereldkampioenschap Oriëntatielopen 2004 zijn de veteranen wereldkampioenschappen oriëntatielopen die gehouden zijn in 2004. Deze versie van de Masters Wereldkampioenschap Oriëntatielopen werd gehouden in gaststad Asiago in Italië.

## Mannen
| Categorie | Goud                  | Zilver                | Brons                 |
| --------- | --------------------- | --------------------- | --------------------- |
| M35       | SUI Jost Hammer       | AUS Eddie Wymer       | SUI Stefano Maddalena |
| M40       | SUI Urs Flühmann      | NZL Greg Barbour      | FIN Mika Vuorela      |
| M45       | SWE Jörgen Mårtensson | FIN Heikki Peltola    | FIN Ari Kattainen     |
| M50       | RUS Nikolay Pavlov    | NOR Svein S. Jacobsen | NOR Tom A Karlsen     |
| M55       | FIN Tapio Peippo      | RUS Vladimir Vasilev  | FIN Jouni Savelainen  |
| M60       | NOR Roar Forbord      | CZE Jaromir Pospisil  | FIN Juhani Mäkinen    |
| M65       | SWE Rune Carlsson     | FIN Veijo Tahvanainen | NOR Gunnar Lerfald    |
| M70       | SWE Harry Söderberg   | SWE Allan Haglund     | NOR Sveinung Bleikvin |
| M75       | SWE Lennart Öberg     | FIN Arvo Majoinen     | BEL Denis Reynders    |
| M80       | SWE Tage Johansson    | NOR Martin Dreng      | AUS Hermann Wehner    |
| M85       | SWE Einar Jading      | SWE Gunnar Karlsson   | SWE Rolf Skärby       |
| M90       | FIN Erkki Luntamo     |                       |                       |

## Vrouwen
| Categorie | Goud                    | Zilver              | Brons                        |
| --------- | ----------------------- | ------------------- | ---------------------------- |
| W35       | SUI Brigitte Wolf       | SUI Sabrina Meister | POL Anna Gornicka-Antonowich |
| W40       | SWE Carina Sundbüe      | GBR Hazel Dean      | RUS Svetlana Berezina        |
| W45       | RUS Feoktista Krivousha | CZE Ada Kucharová   | SUI Susanne Luescher         |
| W50       | LAT Alida Abola         | NOR Lis Daehli      | SUI Ursula Wolf              |
| W55       | RUS Galina Vershinina   | SWE Inger Glans     | SWE Karin Gustafsson         |
| W60       | SWE Christina Schedwin  | SWE Ulla Lindhe     | USA Sharon Crawford          |
| W65       | SWE Birgit Lång         | FIN Eila Pekkarinen | SWE Gudrun Klaveness         |
| W70       | SWE Maja-Lisa Bergström | NOR Eva Laegran     | FIN Leena Ikkala             |
| W75       | SWE Gunborg Sundberg    | FIN Sole Nieminen   | SWE Ester Holgersson         |
| W80       | SWE Ingrid Larsson      | NOR Lillian Røss    | SWE Gertrud Andersson        |

## Medaillespiegel
| Plaats | Land | Goud | Zilver | Brons | Totaal |
| ------ | ---- | ---- | ------ | ----- | ------ |
| 1      | SWE  | 12   | 4      | 5     | 21     |
| 2      | SUI  | 3    | 1      | 3     | 7      |
| 3      | RUS  | 3    | 1      | 1     | 5      |
| 4      | FIN  | 2    | 5      | 5     | 12     |
| 5      | NOR  | 1    | 5      | 3     | 9      |
| 6      | LAT  | 1    | -      | -     | 1      |
| 7      | CZE  | -    | 2      | -     | 2      |
| 8      | AUS  | -    | 1      | 1     | 2      |
| 9      | GBR  | -    | 1      | -     | 1      |
|        | NZL  | -    | 1      | -     | 1      |
| 11     | BEL  | -    | -      | 1     | 1      |
|        | POL  | -    | -      | 1     | 1      |
|        | USA  | -    | -      | 1     | 1      |